# Regentenstraße 139 a–d (Mönchengladbach)

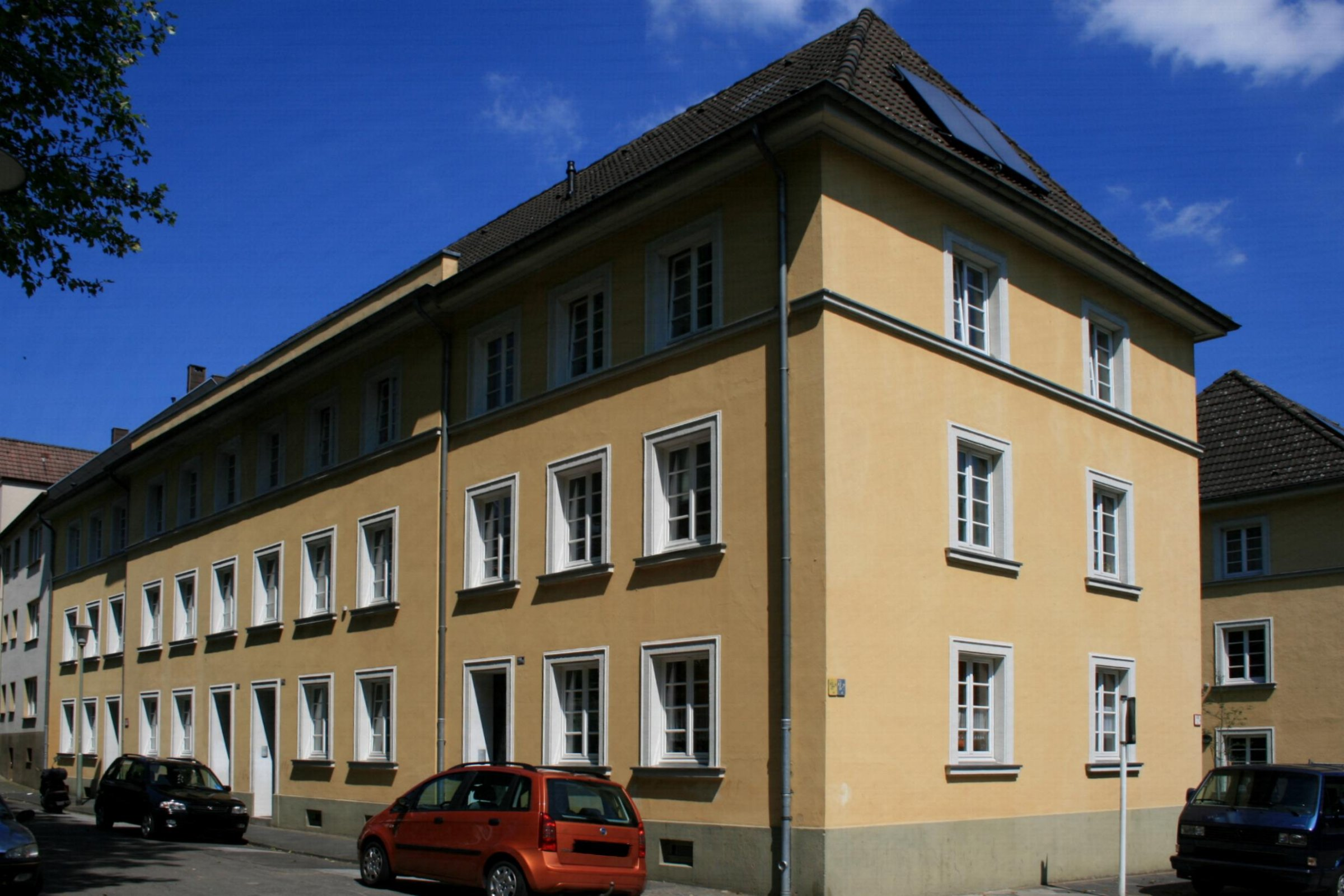
Wohnhaus (2010)

Das Wohnhaus Regentenstraße 139 a–d steht im Stadtteil Eicken in Mönchengladbach (Nordrhein-Westfalen).
Das Gebäude wurde nach 1925 erbaut. Es wurde unter Nr. R 062 am 17. Mai  1989 in die Denkmalliste der Stadt Mönchengladbach eingetragen.

## Lage
Das Gebäude liegt im Stadtteil Eicken an der Ostseite der Stichstraße zur Hauptschule. 

## Architektur
Das dreigeschossige, vielachsige Walmdachhaus schließt mit der östlichen Schmalseite an die Rückfront der modernen Reihenmiethäuser „Am Landgericht“ an. Das Gebäude wurde 1925 von der Stadt Mönchengladbach als Mietwohnhaus errichtet.